# Rüdiger Vollborn
Rüdiger Vollborn (ur. 12 lutego 1963 w Berlinie Zachodnim) – niemiecki piłkarz występujący na pozycji bramkarza.

## Kariera klubowa
Vollborn treningi rozpoczynał w klubie Traber FC Berlin. Potem grał w juniorach Blau-Weiß 90 Berlin, a w 1981 roku trafił do juniorskiej ekipy Bayeru 04 Leverkusen. W 1982 roku został włączony do jego pierwszej drużyny. W barwach Bayeru zadebiutował rok później, 13 sierpnia 1983 roku w przegranym 1:2 meczu z Bayernem Monachium. W 1988 roku zdobył z zespołem Puchar UEFA, po pokonaniu w jego finale Espanyolu. W 1993 roku zdobył klubem Puchar Niemiec, po zwycięstwie w finale nad rezerwami Herthy Berlin. W 1997 roku i w 1999 roku Vollborn wywalczył z Bayerem wicemistrzostwo Niemiec. W 1999 roku zakończył karierę. W barwach Bayeru rozegrał w sumie 401 ligowych spotkań.

## Kariera reprezentacyjna
W latach 1982–1984 Vollborn rozegrał 9 spotkań w reprezentantem RFN U-21. Był uczestnikiem także młodzieżowych Mistrzostw Świata w 1981 roku, wygranych przez RFN.